# Place de l'Édit-de-Nantes (Nantes)
Pour les articles homonymes, voir Place de l'Édit-de-Nantes.
La place de l'Édit-de-Nantes est une voie de Nantes, en France.

## Stituation et accès
Située dans le Centre-ville de Nantes, la place est au débouché des rues Bonne-Louise, Bertrand-Geslin, Copernic, de la Rosière-d'Artois et de Gigant.

## Origine du nom
Elle porte ce nom en raison de la présence du temple protestant de Nantes. L'édit de Nantes est un édit de tolérance qui fut signé dans la ville, le 13 avril 1598 par Henri IV, par lequel le roi de France reconnaissait la liberté de culte aux protestants.

## Historique

### Le carrefour des Gastineaux
Au début du XVIIIe siècle, le site est environné de bois, de prés et de vignes. Un plan imprécis de 1722 indique le tracé de voies qui ne sont que des chemins. On y distingue déjà les futures rues « du Bignon-Lestard » (actuellement rue de Gigant et des portions des rues Racine, Copernic et Scribe), de la Rosière-d'Artois et Sévigné.
Le premier plan précis de la ville de Nantes est établi en 1756-1757 par François Cacault (père du diplomate du même nom). La place y figure toujours comme un carrefour (rue Bignon-Lestard - rue de la Rosière), mais un élément apparaît, la croix des Gatineaux (angle sud-est). À cette époque, il y a également un puits à cet endroit. Bien que la corderie Brée soit installée à l'angle sud-est, et une manufacture d'indiennes non loin de là, le paysage reste rural.
Bien que situé non loin du quai de la Fosse, le quartier tarde à s'urbaniser. L'élan donné par la création du quartier Graslin n'a pas d'effet immédiat sur l'environnement de l'actuelle place de l'Édit-de-Nantes, située à la limite de la ville (un poste d'octroi est installé au no 40 de la rue de Gigant).

### Formation de la place
En 1825 se pose pour la première fois la question de l'urbanisation concertée du secteur. Le simple carrefour est envisagé comme une future place circulaire lors d'une délibération du conseil municipal, le 28 février 1825. En 1832, après avoir envisagé une place de 44 m de diamètre, les élus décident, devant les protestations des riverains, de ramener la dimension à 33,50 m. Cependant, le plan d'aménagement est soumis à d'âpres discussions entre la municipalité et le ministère, qui retardent le projet.
Le principal litige porte sur le rythme d'achat des terrains rognés sur les propriétés privées pour permettre l'aménagement de la voirie. Les craintes de la municipalité semblent fondée, puisque dès lors que les travaux de nivellement de la place sont engagés, en 1834, après une adjudication des travaux effectuée le 18 novembre 1833, des particuliers tentent de faire fructifier leurs biens. Ils proposent de vendre à la Ville des espaces nécessaires à de nouvelles rues, ce qui permettrait de faire monter le prix de l'immobilier. Mais la mairie refuse d'être engagée à quoi que ce soit, mettant en avant qu'elle doit planifier les travaux de la voirie en fonction de ses ressources. En 1839, le plan de la nouvelle place de Gigant — carrée, et non circulaire comme prévu initialement — est validée par le roi, Louis-Philippe Ier. Les rues existantes y apparaissent plus larges et alignées, et deux projets figurent en pointillé : les futures rues Bonne-Louise et Berttrand-Geslin.
Cet endroit prit d'abord le nom de « carrefour de la Croix des Gastineaux », puis fut baptisé « place de Gigant » le 27 octobre 1837, avant de prendre quelques années plus tard son nom actuel, 
Si la place n'a pas encore ses dimensions définitives, le rythme s'accélère. En 1840 et 1841, des propriétaires riverains acceptent de vendre des parcelles pour élargir l'esplanade et ouvrir de nouvelles voies. Les deux principaux sont MM. Charrier et Duvigneaux. Ils échangent ou offrent même souvent le terrain, escomptant jouer sur la spéculation immobilière ; Charrier demande en échange que la rue ouverte sur son ancienne propriété soit baptisée « Bonne-Louise », vœu qui sera exaucé. Une fois le tracé entériné par une ordonnance royale le 26 décembre 1842 ; aussitôt, les propriétaires divisent leurs terrains en lots et l'urbanisation est rapide. Le 10 novembre 1841, c'est le percement de la future rue Bertrand-Geslin qui est décidée. Là, des propriétaires font opposition, aussi la procédure prend plus de temps. La décision officielle de création est prise le 19 février 1846, et la rue est baptisée de son nom actuel en 1848. Le plan Amouroux de 1849 laisse apparaître la place de Gigant dans sa configuration actuelle. Apparaît en pointillé le projet d'une rue dans le prolongement de la rue Bertrand-Geslin, projet qui ne sera jamais réalisé.

### Urbanisation

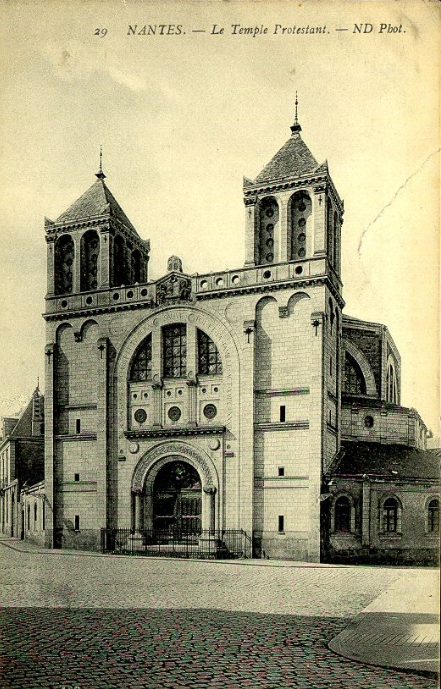
Façade de l'ancien temple protestant de Nantes vers 1890, construit en 1855 et détruit lors des bombardements en 1943. Il était situé sur l'actuel square de la place de l'édit de Nantes, au croisement de la rue de Gigant et de la rue de la Rosière-d'Artois.

Autour de la place elle-même, Charrier fait construire la première maison neuve avant 1834, au no 3. En 1851, un immeuble de quatre étages est recensé à l'angle des rues Bonne-Louise et Bertrand-Geslin ; c'est la construction la plus ancienne subsistant sur la place au XXIe siècle.
En 1855, à l'angle sud-ouest de la place, est construit, sur les plans de Henri-Théodore Driollet, architecte en chef de la ville, le temple protestant, qui sera détruit par le bombardement du 23 septembre 1943,. Des mesures d'alignement prévues pour la rue de Gigant empêcheront la reconstruction du temple à son ancien emplacement, sur lequel le square de l'Édit-de-Nantes sera aménagé. Depuis, un nouveau lieu culte a été construit place Édouard-Normand.
En 1861, un immeuble situé à l'angle des rues Bertrand-Geslin et Copernic apparaît sur les registres. Il présente une entrée dans ces deux rues. Toujours en place, il a depuis été scindé en deux.
Le 10 août 1876, la mairie autorise Jules Hardy à construire un hôtel particulier à l'angle des rues de Gigant et Bonne-Louise, ce qui complète l'ensemble des bâtiments encore existant au XXIe siècle.

## Bâtiments remarquables et lieux de mémoire
La cour administrative d'appel de Nantes est installée dans un hôtel particulier construit à partir de 1876 pour la famille de Jules Hardy. En 1881, onze personnes y habitent : le couple Hardy et ses cinq enfants, et six domestiques. Le bâtiment est racheté avant 1896 par la famille du négociant Louis Lechat, qui fait apposer un « L » dans les médaillons au-dessus des portes cochères. Les Lechat ont quatre enfants, et sont servis par une cuisinière, deux femmes de chambre, un cocher, et un concierge accompagné de sa femme, vivant tous dans l'immeuble.
Acheté par l'État le 3 août 1928, le bâtiment est occupé successivement par l'administration des Ponts et Chaussées, celles des Affaires maritimes et enfin du Port autonome de Nantes-Saint-Nazaire, avant qu'il ne soit affecté en 1990 au relogement de la Cour administrative d'appel, qui était alors installée provisoirement allée Baco, depuis sa création en 1988. L'intérieur est richement orné : plafonds à caissons, marqueterie, boiseries, ciels de lits. L'immeuble présente une pièce particulière, le salon rose, qui est utilisé pour des conférences.

### Square de l'Édit-de-Nantes
Coordonnées : 47° 12′ 52″ N, 1° 34′ 04″ O
Cet espace vert, qui couvre 737 m2, a été aménagé sur l'emplacement de l'ancien temple protestant détruit par les bombardements de 1943.